# Nystomyia latifrons
Nystomyia latifrons är en tvåvingeart som beskrevs av Eugène Séguy 1935. Nystomyia latifrons ingår i släktet Nystomyia och familjen husflugor. Inga underarter finns listade i Catalogue of Life.